# 로드니 롤런드
로드니 롤런드(Rodney Rowland, 1964년 2월 20일 ~ )는 미국의 배우이다.

## 출연 작품
- 흉폭 (2013)
- 플래시포워드 (2009)
- 라이프 (2007)
- 나는 누가 날 죽였는지 알고 있다 (2007)
- 위즈 시즌1 (2005)
- 미스터 픽스 잇 (2005)
- 베로니카 마스 (2004)
- 쉐이드 (2003)
- 소울키퍼 (2001)
- 에어 패닉 (2001)
- 블루 이구아나 (2000)
- 6번째 날 (2000)
- 방황하는 마음 (1996)
- 파이널 캅 (1996)
- 스페이스 2063 (1995)